# بوگدانوفکا (شهرستان زیانچورینسکی، باشقیرستان)
بوگدانوفکا (انگلیسی: Bogdanovka, Zianchurinsky District, Republic of Bashkortostan) یک شهرک در شهرستان زیانچورینسکی استان باشقیرستان کشور روسیه است.